# 14e cérémonie des Washington DC Area Film Critics Association Awards
La 14e cérémonie des Washington DC Area Film Critics Association Awards (WAFCA Awards), décernés par la Washington DC Area Film Critics Association, a eu lieu le 7 décembre 2015, et a récompensé les films réalisés dans l'année,.

## Palmarès

### Meilleur film
- Spotlight
  - Brooklyn
  - Mad Max: Fury Road
  - The Revenant
  - Sicario

### Meilleur réalisateur
- George Miller pour Mad Max: Fury Road
  - Alex Garland pour Ex Machina
  - Alejandro González Iñárritu pour The Revenant
  - Todd Haynes pour Carol
  - Ridley Scott pour Seul sur Mars (The Martian)

### Meilleur acteur
- Leonardo DiCaprio pour le rôle de Hugh Glass dans The Revenant
  - Matt Damon pour le rôle de Mark Watney dans Seul sur Mars  (The Martian)
  - Johnny Depp pour le rôle de  Whitey Bulger dans Strictly Criminal (Black Mass)
  - Michael Fassbender pour le rôle de Steve Jobs dans Steve Jobs
  - Eddie Redmayne pour le rôle d'Einar Wegener/Lili Elbe dans Danish Girl

### Meilleure actrice
- Saoirse Ronan pour le rôle d'Eilis Lacey dans Brooklyn
  - Cate Blanchett pour le rôle de Carol Aird dans Carol
  - Brie Larson pour le rôle de Joy "Ma" Newsome dans Room
  - Sarah Silverman pour le rôle de Laney dans I Smile Back
  - Charlize Theron pour le rôle de Imperator Furiosa dans Imperator Furiosa

### Meilleur acteur dans un second rôle
- Idris Elba pour le rôle du commandant dans Beasts of No Nation
  - Paul Dano pour le rôle de  Brian Wilson jeune dans Love and Mercy
  - Tom Hardy pour le rôle de John Fitzgerald dans The Revenant
  - Mark Rylance pour le rôle de Rudolf Abel dans Le Pont des espions (Bridge of Spies)
  - Sylvester Stallone pour le rôle de Rocky Balboa dans Creed : L'Héritage de Rocky Balboa (Creed)

### Meilleure actrice dans un second rôle
- Alicia Vikander pour le rôle de Ava dans Ex Machina
  - Jennifer Jason Leigh pour le rôle de Daisy Domergue dans Les Huit Salopards (The Hateful Eight)
  - Rooney Mara pour le rôle de Therese Belivet dans Carol
  - Alicia Vikander pour le rôle de Gerda Wegener dans Danish Girl
  - Kate Winslet pour le rôle de Joanna Hoffman dans Steve Jobs

### Meilleur espoir
- Jacob Tremblay pour le rôle de Jack Newsome dans Room
  - Abraham Attah pour le rôle de Agu dans Beasts of No Nation
  - Raffey Cassidy pour le rôle de Athena dans À la poursuite de demain (Tomorrowland)
  - Oona Laurence pour le rôle de Leila Hope dans La Rage au ventre (Southpaw)
  - Günes Sensoy pour le rôle de Lale dans Mustang

### Meilleure distribution
- Spotlight
  - The Big Short : Le Casse du siècle (The Big Short)
  - Les Huit Salopards (The Hateful Eight)
  - NWA: Straight Outta Compton (Straight Outta Compton)
  - Steve Jobs

### Meilleur scénario original
- Vice-versa (Inside Out) - Pete Docter, Meg LeFauve, Josh Cooley
  - Crazy Amy (Trainwreck) - Amy Schumer
  - Ex Machina - Alex Garland
  - Le Pont des espions (Bridge of Spies) - Matt Charman, Ethan et Joel Coen
  - Spotlight (The Lego Movie) - Tom McCarthy et Josh Singer

### Meilleur scénario adapté
- Room – Emma Donoghue
  - Brooklyn (The Imitation Game) - Nick Hornby
  - Carol - Phyllis Nagy
  - Seul sur Mars (The Martian) - Drew Goddard
  - Steve Jobs - Aaron Sorkin

### Meilleurs décors
- Mad Max: Fury Road – Colin Gibson, Lisa Thompson
  - Brooklyn – François Séguin, Jenny Oman, Louise Tremblay
  - Carol – Judy Becker, Heather Loeffler
  - Cendrillon – Dante Ferretti, Francesca Lo Schiavo
  - Crimson Peak – Thomas E. Sanders, Jeffrey A. Melvin, Shane Vieau

### Meilleure photographie
- The Revenant – Emmanuel Lubezki
  - Brooklyn – Yves Bélanger
  - Carol – Edward Lachman
  - Mad Max: Fury Road – John Seale
  - Sicario – Roger Deakins

### Meilleur montage
- Mad Max: Fury Road – Margaret Sixel
  - The Revenant – Stephen Mirrione
  - Seul sur Mars (The Martian) – Pietro Scalia
  - Sicario – Joe Walker
  - Steve Jobs – Elliot Graham

### Meilleure musique de film
- Sicario – Jóhann Jóhannsson
  - Brooklyn – Michael Brook
  - Carol – Carter Burwell
  - Les Huit Salopards (The Hateful Eight) – Ennio Morricone
  - Mad Max: Fury Road – Junkie XL

### Meilleur film en langue étrangère
- Le Fils de Saul (Saul Fia)  Hongrie
  - The Assassin (刺客聶隱娘)  Taïwan
  - Goodnight Mommy (Ich seh Ich seh)  Autriche
  - Mustang  France
  - Une seconde mère (Que Horas Ela Volta?)  Brésil

### Meilleur film d'animation
- Vice-versa (Inside Out)
  - Anomalisa (The Boxtrolls)
  - Shaun le mouton, le film (Shaun the Sheep Movie)
  - Snoopy et les Peanuts, le film (The Peanuts Movie)
  - Le Voyage d'Arlo (The Good Dinosaur)

### Meilleur film documentaire
- Amy
  - Best of Enemies
  - Cartel Land
  - Going Clear: Scientology and the Prison of Belief
  - The Look of Silence